# یواس‌اس امرالد (پی‌وای‌سی-۱)
یواس‌اس امرالد (پی‌وای‌سی-۱) (به انگلیسی: USS Emerald (PYc-1)) یک کشتی بود که طول آن ۹۹ فوت ۱۰ اینچ (۳۰٫۴۳ متر) بود. این کشتی در سال ۱۹۲۲ ساخته شد.